# Systembolaget
Systembolaget ("la empresa del sistema"), conocida coloquialmente como systemet ("el sistema") o bolaget ("la empresa"), es el monopolio estatal de tiendas de licores en Suecia. Es la única tienda minorista autorizada a vender bebidas alcohólicas que contienen más del 3,5% de alcohol por volumen. Systembolaget actúa como un portal para empresas privadas que venden alcohol en el mercado sueco y en 2023 representaba a 1200 proveedores, desde pequeñas cervecerías locales hasta importadores a gran escala y empresas multinacionales, que venden productos de un total de más de 5000 productores de todo el mundo.
Systembolaget también vende bebidas no alcohólicas, aunque este segmento de productos representa menos del medio por ciento de las ventas totales de bebidas de la empresa. La edad mínima para comprar alcohol en Systembolaget es de 20 años. En los restaurantes y bares suecos la edad legal para comprar bebidas alcohólicas es de 18 años, aunque los bares y discotecas pueden establecer voluntariamente un límite de edad superior a los 18 años si así lo prefieren.
Las tiendas Systembolaget deben cerrar a más tardar a las 20:00 horas entre semana y a las 15:00 horas los sábados. Los domingos y festivos todas las tiendas Systembolaget están cerradas. Las tiendas Systembolaget también cierran en Nochebuena y San Juan.
Existen varias leyes y reglamentaciones que rigen el modo en el que las tiendas de Systembolaget funcionan, por ejemplo:
- Todos los productos, incluyendo las latas de la cerveza y las botellas, se venden individualmente. No es posible comprar cajas o paquetes de seis.
- Todas las ventas y descuentos, incluyendo el "Compre 1, y llévense 1 gratis" o "Una lata 1,50, dos latas 2,50" están prohibidas
- Ningún producto puede ser favorecido, lo que significa, por ejemplo, que o bien todas las cervezas están refrigeradas, o ninguna (en la práctica es la segunda opción).[4]

## Historia
En 1766 el rey Adolfo Federico de Suecia decidía suprimir, después de varias tentativas infructuosas de regular el alto consumo de alcohol, todas las restricciones al consumo. Esto condujo a que virtualmente cada hogar fabricase y vendiese alcohol. A principios del siglo XIX, el consumo promedio en Suecia era de 45 litros de alcohol puro al año. La alta tasa de consumo de alcohol se convirtió en un problema de salud pública enorme.
En 1830 surgieron las primeras asociaciones de promoción de la templanza en Estocolmo. Algunas décadas más adelante, la primera organización completa a favor de la sobriedad. El beneficio obtenido por la producción privada de alcohol era severamente criticada por estos grupos, y esta opinión fue abrazada por médicos y miembros de la Iglesia. En 1850, el alcohol comenzó a ser regulado por el estado. En la ciudad de Falun se produjo la apertura de una organización estatal cuyo objetivo era regular todas las ventas del alcohol en la ciudad y cerciorarse de que la venta era realizada de modo responsable. En 1860, se abrió un bar en Gotemburgo en donde el estado había seleccionado los empleados manualmente y había decidido cómo debía funcionar. Clientes pendencieros o borrachos debían ser expulsados. Aquí era donde la gente compraba y bebía su alcohol. Ese mismo año, se declaró ilegal vender alcohol a personas de menos de 18 años. Bares y tiendas similarmente reguladas por el estado comenzaron a abrir en otras ciudades de todo el país, y fueron enormemente exitosas. Los beneficios fueron guardados originalmente por los dueños de tiendas y bares, pero en 1870 el estado decidió que todos los beneficios debían ir al estado.
Durante la Primera Guerra Mundial, el alcohol fue severamente racionado. Las tiendas y bares estatales comenzaron a registrar las compras. Los ciudadanos tenían un cupo de dos litros de licor cada tres meses, y la cerveza fue prohibida. Sin embargo, después de la guerra, el racionamiento continuó. El sexo, los ingresos, la riqueza y la clase social determinaban cuánto alcohol podía adquirirse. Los parados ni las mujeres casadas podían comprar ninguna cantidad de alcohol. Por todo ello, el sistema de racionamiento no era popular en absoluto. Cuando incluso las sociedades por la sobriedad protestaron contra él (sentían que el racionamiento animaba el consumo), el gobierno decidió que era necesaria una nueva política. En 1955 el sistema de racionamiento fue suprimido, y se permitió a la gente comenzar a comprar tanto alcohol como quisiera en las tiendas de Systembolaget. Esto condujo a un consumo creciente, de modo que el gobierno aumentó fuertemente los impuestos que gravaban el alcohol y promulgó una ley por la que había que mostrar una identificación para poder comprar. En 1965 se permitió que tiendas en manos privadas vendieran cerveza de hasta un 4,9% de graduación alcohólica, con un límite de edad de 18. Esto duró doce años, hasta 1978. Después  de que el consumo de alcohol, especialmente el de cervezas ligeras, subiera drásticamente, el límite fue colocado en 3,5%.

## Historia moderna
Después de la entrada de Suecia en la Unión Europea en 1995, se han sucedido varias liberalizaciones en el mercado del alcohol. Bares y restaurantes con una licencia para vender alcohol pueden ahora comprarlo a compañías privadas, así como vender alcohol que hayan importado. Los dueños de bares con una licencia de venta de alcohol pueden también venderse mutuamente alcohol. En 2004, los cupos de importaciones de alcohol fueron suprimidos, y los ciudadanos particulares pueden ahora importar tanto alcohol como deseen, con tal de que sea para "consumo privado". El encuentro entre las leyes restrictivas de Suecia con las leyes liberales de la EU han demostrado ser un problema enorme, o una mejora enorme, dependiendo de opinión personal.
El hecho de que Suecia aplicara altos impuestos al alcohol, unido a que otros países de la EU tienen impuestos mucho más bajos, y a la ausencia de cupos de importaciones, ha conducido la importación de unas cantidades enormes de alcohol. Un estudio reciente demostró que solamente el  30% del alcohol consumido en Suecia es adquirido en Systembolaget. También se ha creado un mercado negro muy grande y lucrativo. El alcohol se vende ilegalmente bajo cuerda en tiendas de conveniencia, en los apartamentos de la gente, y mucha gente que vende el alcohol ilegalmente incluso proporciona servicio a domicilio. El mercado negro del alcohol ha llegado a ser común, y se divulga regularmente que virtualmente cada persona de Suecia, incluyendo adolescentes jóvenes, tiene "un conocido" al que le pueden comprar alcohol. Debido a esto, mucha gente considera que Systembolaget es una idea que ya no funciona y crea más problemas que soluciones. Varios partidos políticos importantes están proponiendo su supresión y que se substituya por un sistema más liberal en el que el alcohol se venda en cualquier tienda que desee hacerlo.